# Jardin vrtbovská
Le jardin vrtbovská ou jardin Vrtba (Vrtbovskà zahrada) du palais Vrtba (Vrtbovský palác) est un des principaux jardins baroques de Prague. Il est situé dans le quartier Malá Strana, à proximité de trois autres jardins baroques (Vratislav, Shonborn et Lobkowitz).
De la partie supérieure s'ouvre une superbe vue sur tout le quartier et notamment sur l'église Saint-Nicolas de Malá Strana.

## Histoire
En 1631, Sezima de Vrtba, de vieille noblesse de Bohême, fait construire un palais. Un siècle plus tard, dans les années 1715-1720, le comte Josef Vrtba, le burgrave (équivalent de « maire du palais » pour le Saint-Empire) du château de Prague fait construire ce jardin. František Maxmilian Kaňka est aidé dans la réalisation par le sculpteur Matthias Braun et par le peintre Laurent Reiner.
En 1845, des aménagements de l'ensemble du palais modifient également le jardin. Seuls des témoignages écrits donnent encore une idée de sa conception originelle. Dans les années 1990, le jardin subit une grande reconstruction, et ouvre ses portes au public le 3 juin 1998.

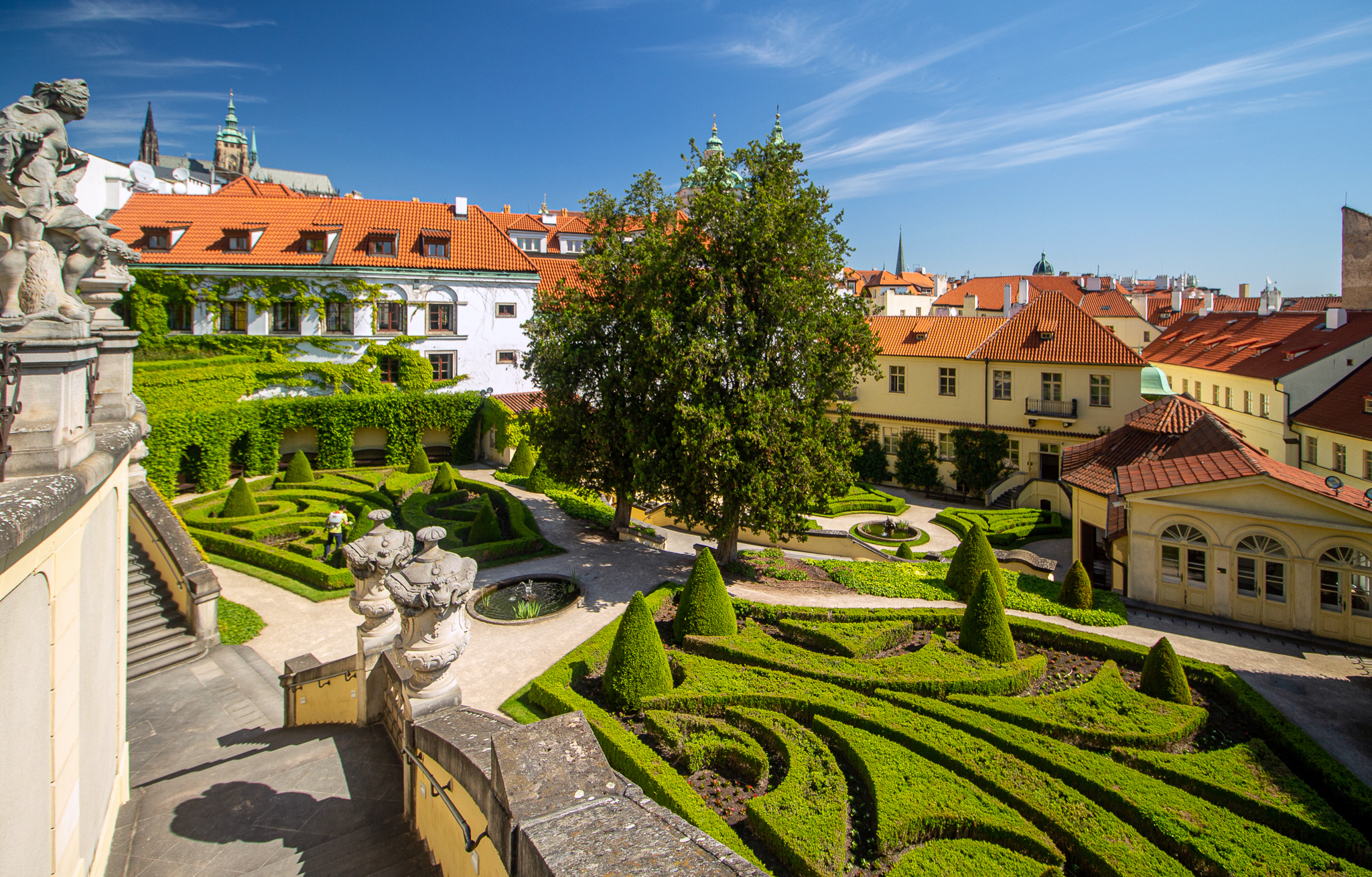
Les terrasses.
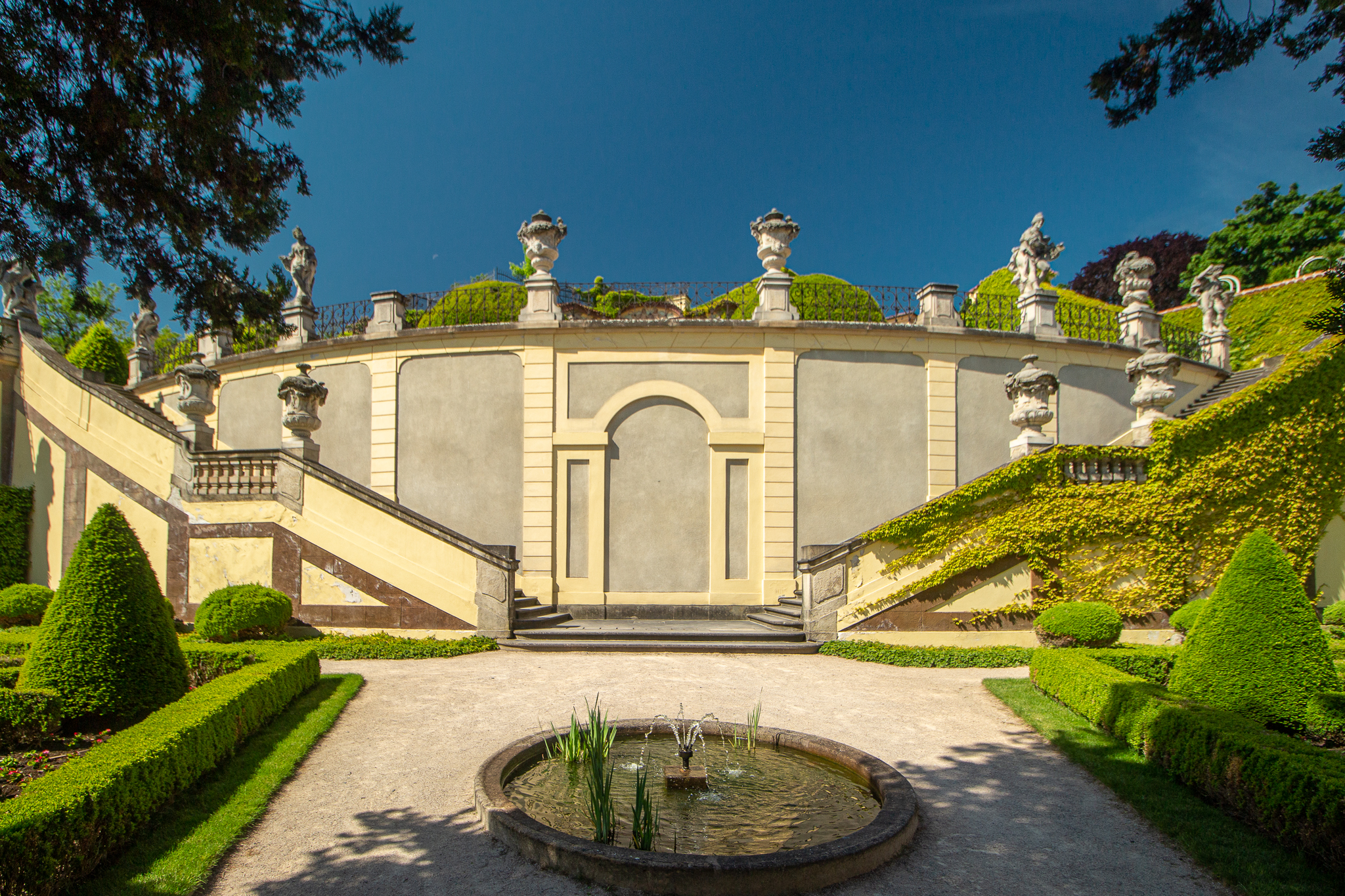
La partie centrale de la deuxième terrasse.
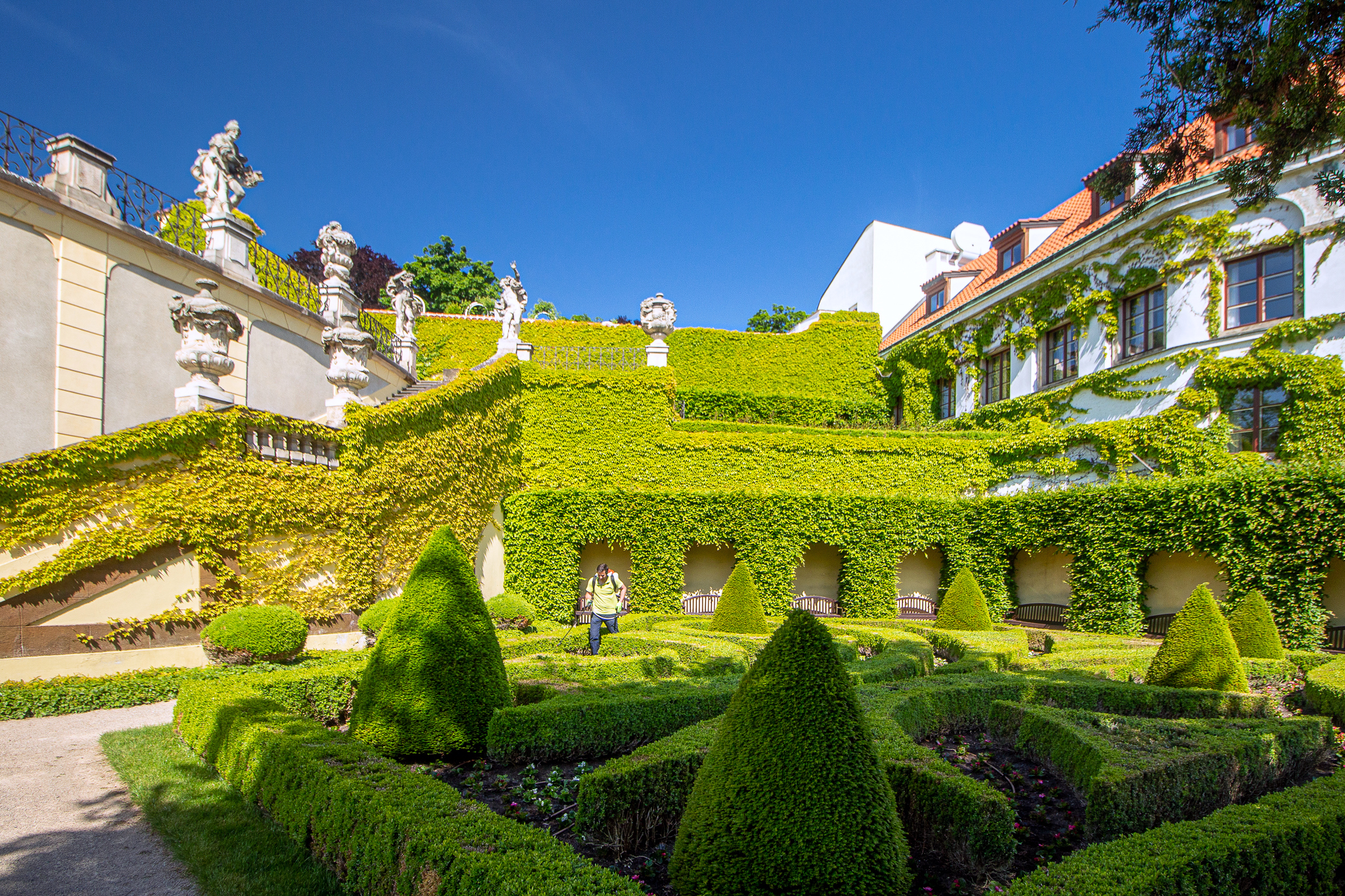
Vers le palais Vrtbovský.
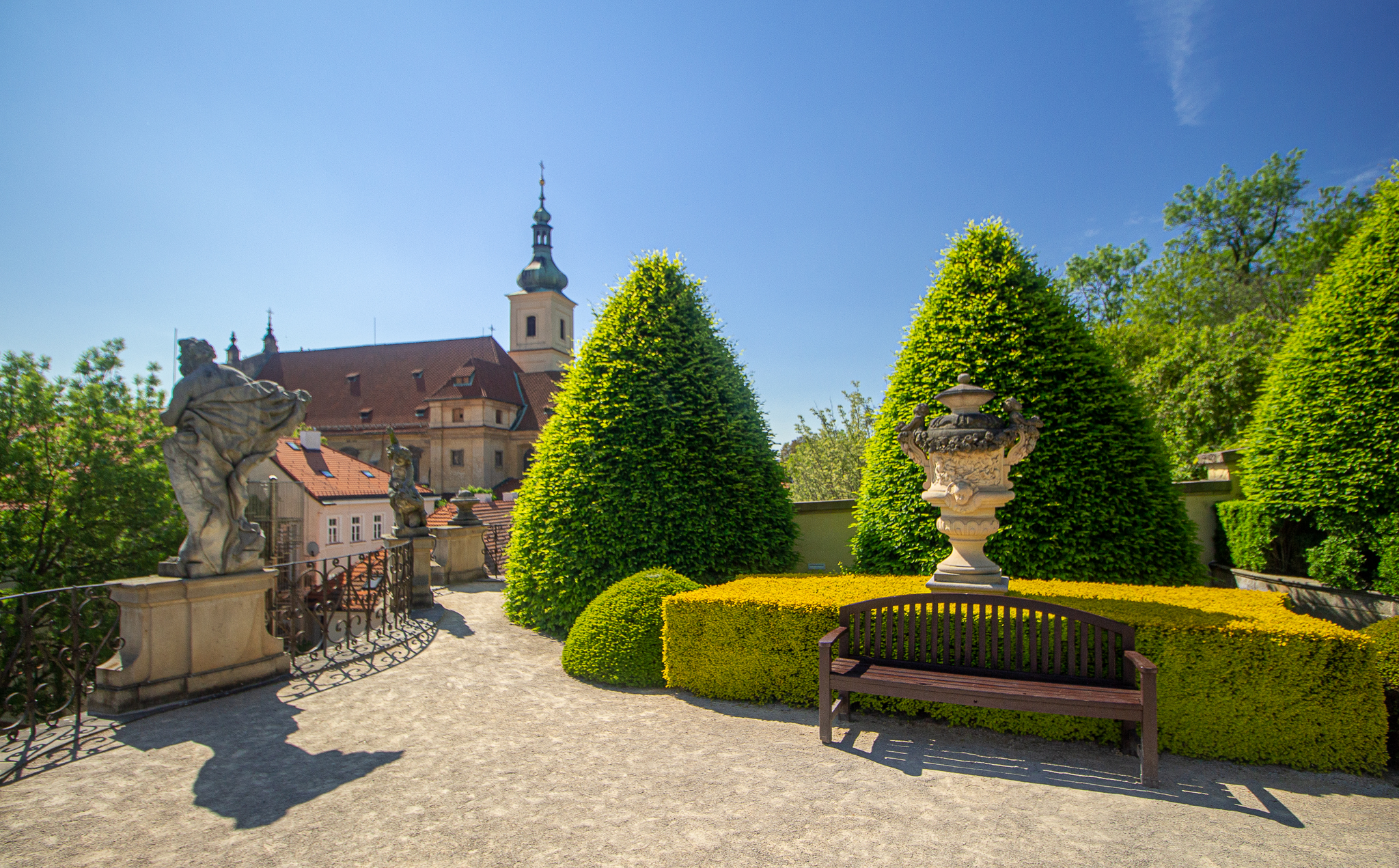
L'église Sainte-Marie-de-la-Victoire depuis la troisième terrasse.

## Conception du jardin
Ce jardin est en terrasses dans le style italien. Celles-ci sont reliées par des escaliers et maintenues par des murs de soutien en courbe.
1. La partie inférieure, ou première terrasse, est accessible par la Sala terrena. Cette liaison entre le jardin et le palais Vrtbovský, porte les fresques de Reiner et les statues de Bacchus et Cérès de Matyáš Bernard Braun. Une fois sur la terrasse, on trouve un bassin circulaire, avec une statue de Putto représentant un monstre marin. Au nord, se trouve une volière. Les oiseaux qu'elle abrite sont élevés par le zoo de Prague.
2. La partie centrale, ou seconde terrasse, présente des statues de divinités antiques. Un bassin avec un jet d'eau occupe le centre, tandis qu'un escalier à double volée conduit à la troisième terrasse.
3. Vers le haut, sur la troisième terrasse, les jardins se rétrécissent. Le champ central est décoré d'une bordure portant des coquillages Grott. Le fronton en arc est décoré de reliefs de divinités marines.

### Articles liés
- Malá Strana
- Palais Vrtba
- Baroque